# یاروسواف دومبروفسکی (فیلم)
یاروسواف دومبروفسکی (لهستانی: Jarosław Dąbrowski؛ ‏تلفظ لهستانی: [jaˈrɔswav dɔmˈbrɔfskʲi]) یک فیلم درام تاریخی لهستانی به کارگردانی بوهدان پورنبا است که در سال ۱۹۷۶ منتشر شد.

## گزیدهٔ بازیگران
- زیگمونت مالانوویچ در نقش یاروسواف دومبروفسکی
- ماوگوژاتا پوتوتسکا
- الکساندر کالیاگین
- ولادیمیر ایواشوف
- استانیسواف نیوینسکی
- یوزف نوواک
- چسواف لاسوتا